# Архівна україніка
Архівна україніка — поняття на означення масиву архівних документів, які перебувають за кордоном, та документи іноземного походження, що стосуються історії та культури України; складова історико-культурної спадщини України, потенційна складова Національного архівного фонду України. Згідно із Законом України «Про Національний архівний фонд та архівні установи» архівна україніка, що зберігається в зарубіжних країнах, підлягає поверненню в Україну в оригіналах чи копіях.
Наукові засади виявлення, реєстрації та запровадження до наукового обігу архівної інформації, наявної в документах архівної україніки, було визначено Державною програмою «Книжкова та рукописна спадщина України: створення бібліографічного реєстру і системи збереження та загальнодоступності» (1992), зокрема її підпрограмою «Архівна та рукописна Україніка: Національна зведена система документальної інформації (1991—1996)». Спроби створення комплексу довідників про українські документи, що зберігаються в зарубіжних архівосховищах, здійснювалися Інститутом української археографії АН УРСР / НАН України  у співпраці з Інститутом рукопису НБУВ та Державною архівною службою України.
В архівній україніці можна виділити такі групи документів:
- документи, утворені в Україні й вивезені емігрантами (переважно міжвоєнного і повоєнного періодів): органів Української Народної Республіки, Української Держави, Західноукраїнської Народної Республіки та ін.; їхніх дипломатичних установ; українських військових підрозділів: Української повстанської армії, Січових стрільців та ін.; наукових установ, навчальних закладів та закладів культури; документи особового походження українських політичних, громадських та культурних діячів та ін.
- документи, утворені в Україні й переміщені (внаслідок централізації архівних фондів за радянського періоду чи незаконним шляхом) за її межі
- документи, утворені українцями в еміграції
- документи, утворені в країні локалізації української громади/українців, що містять інформацію про українців, український народ, Україну
- особові фонди неукраїнського походження, що містять відомості як про історичні події, що відбувались на території України, так і про українську спільноту в країні її локалізації: зарубіжних дипломатів, які перебували в Україні згідно з призначенням; міжнародних гуманітарних представництв; учасників визвольних змагань і збройних конфліктів на території України; діячів культури, науки, освіти, представників урядових чи бізнесових кіл, які підтримували професійні контакти з українцями або навчалися в Україні
- документи, утворені в Україні зарубіжними державними й недержавними установами та організаціями, які містять інформацію про Україну та українців

Окремі документи та фонди архівної україніки, що надійшли в Україну шляхом дарування, зберігаються в центральних та регіональних державних архівах, архівних підрозділах наукових установ, музеїв та бібліотек відповідно до вибору авторів документів чи фондоутворювачів. 2007 для централізованого державного зберігання архівної україніки, повернутої в Україну, було створено спеціалізовану установу — Центральний державний архів зарубіжної україніки.

## Джерело
Матяш І. Архівна україніка [Архівовано 3 липня 2020 у Wayback Machine.] // Українська архівна енциклопедія / Держкомархів України, УДНДІАСД; Редколегія: І. Б. Матяш (голова) та ін. – К., 2008. — С. 119-120.